# Clathrina clathrata
Clathrina clathrata är en svampdjursart som först beskrevs av Poléjaeff 1883.  Clathrina clathrata ingår i släktet Clathrina och familjen Clathrinidae. Inga underarter finns listade i Catalogue of Life.